# Base Aérea Militar Merlo
La Base Aérea Militar Merlo (BAM MER) es una unidad táctica de la Fuerza Aérea Argentina ubicada en el partido de Merlo, que depende del Comando de Adiestramiento y Alistamiento de la Fuerza Aérea. En esta Base tiene su asiento también el Centro de Operaciones Aeroespaciales (COAe), del Comando Conjunto Aeroespacial.

## Medios
| Base Aérea Militar Merlo | Base Aérea Militar Merlo     |
| Unidad                   | Medios                       |
| ------------------------ | ---------------------------- |
| Base Aérea Militar Merlo | Radar militar INVAP RPA-240T |

## Historia
En 1952 fue creado el Grupo de Instrucción de Vigilancia Aérea (GIVA) con asiento en la base de operaciones en Merlo (provincia de Buenos Aires), y en la órbita del ex Ministerio de Aeronáutica.
Durante los sucesivos golpes de Estado de junio y de septiembre de 1955, la unidad funcionó las 24 horas del día.
Posteriormente fue redenominado Grupo 1 de Vigilancia Aérea - Escuela (G1VA-E), dentro del cual en octubre de 1978, se creó el Escuadrón VYCA ("Vigilancia y Control Aéreo"), al adquirirse los Radares Westinghouse AN/TPS-43E. El 20 de diciembre de 1978, se separa dicho escuadrón para formar el Grupo 2 de Vigilancia y Control Aéreo.
En 1989 el Grupo 1 de Vigilancia Aérea-Escuela y el Grupo 2 de Vigilancia y Control Aéreo se fusionaron en el Grupo de Vigilancia y Control del Espacio Aéreo.

### Actualidad
En 2007 la unidad comenzó su participación en el Operativo Fortín, en el marco del plan de vigilancia aeroespacial de los sectores NEA y NOA. La función es la recepción e integración de los datos obtenidos por los radares desplegados en ambos escenarios.
En 2013 fue creada la Dirección de Vigilancia y Control del Aeroespacio (DIRVYCA) por resolución del jefe del Estado Mayor General de la Fuerza Aérea. Después esta unidad táctica constituyó con personal y medios en la Base Aérea Militar Merlo (BAM MER).
El 6 de noviembre de 2015 el radar Bendix BPS-1000 fue reemplazado por el INVAP RPA-240T (también llamado RP3DLA) fabricado en Argentina con una cobertura de 240 mn (450 km).
Por resolución del Ministerio de Defensa del 9 de abril de 2014 fue creado el Comando Conjunto Aeroespacial (COCAES) dependiente del Estado Mayor Conjunto con asiento en el centro de operaciones en Merlo e integrado al Sistema Nacional de Vigilancia y Control Aeroespacial (SINVICA).
El 13 de mayo de 2016, la provincia de Buenos Aires inauguró, en los terrenos de la Fuerza Aérea, la Academia Policial de Merlo para la formación del personal policial.